# Roccellina franciscana
Roccellina franciscana är en lavart som först beskrevs av Herre, och fick sitt nu gällande namn av Follmann. Roccellina franciscana ingår i släktet Roccellina och familjen Roccellaceae.   Inga underarter finns listade i Catalogue of Life.